# Infinite (álbum de Deep Purple)
Infinite é o vigésimo álbum de estúdio da banda inglesa de hard rock Deep Purple, lançado em abril de 2017.

## Faixas
Com exceção das anotadas, as canções foram compostas por Don Airey, Ian Gillan, Roger Glover, Steve Morse, Ian Paice e  Bob Ezrin.
| versão padrão |                                                                                            |         |  |
| N.º           | Título                                                                                     | Duração |  |
| 1.            | "Time for Bedlam"                                                                          | 4:35    |  |
| 2.            | "Hip Boots"                                                                                | 3:23    |  |
| 3.            | "All I Got Is You"                                                                         | 4:42    |  |
| 4.            | "One Night in Vegas"                                                                       | 3:23    |  |
| 5.            | "Get Me Outta Here"                                                                        | 3:58    |  |
| 6.            | "The Surprising"                                                                           | 5:57    |  |
| 7.            | "Johnny's Band"                                                                            | 3:51    |  |
| 8.            | "On Top of the World"                                                                      | 4:01    |  |
| 9.            | "Birds of Prey"                                                                            | 5:47    |  |
| 10.           | "Roadhouse Blues" (compositores: John Densmore, Robby Krieger, Ray Manzarek, Jim Morrison) | 6:00    |  |

## Singles

### Time for Bedlam
1. "Time for Bedlam" – 4:36
2. "Paradise Bar" – 4:10
3. "Uncommon Man" (instrumental) – 6:58
4. "Hip Boots" (ensaio, gravação de Ian Paice) – 4:00

### All I Got Is You
1. "All I Got Is You" - 4:41
2. "Simple Folk" - 1:15
3. "Above And Beyond" (instrumental) – 5:29
4. "Time For Bedlam" (primeira tomada) – 3:38
5. "Highway Star" (ao vivo em  8 de agosto de  2013 em  Aalborg, dinamarca) – 6:08

### Limitless
1. "Time for Bedlam" - 4:34
2. "All I Got Is You" - 4:40
3. "All the Time in the World" (versão Radio Mix) 3:49
4. "First Sign of Madness" - 4:27
5. "No One Came" (ao vivo em 10 de agosto de  2013 em Gävle, Suécia) – 5:22
6. "Strange Kind of Woman" (ao vivo em  1 de agosto de   2013 em  Wacken, Alemanha) – 5:49
7. "Perfect Strangers" (ao vivo em  12 de abril de  2014 em Tokyo, Japão) – 6:07
8. "Black Night" (ao vivo em  21 de julho de  2013 em Milan, Itália) – 7:38

## Créditos
- Ian Paice – bateria
- Ian Gillan – voz, gaita
- Roger Glover – baixo
- Steve Morse – guitarra, vocais
- Don Airey – teclado

Outras contribuições
- Bob Ezrin – teclado, backing vocals & percussão
- Tommy Denander – guitarra adicional (faixa  8)

## Listas de vendas
| Listas de vendas (2017)                  | Posição |
| ---------------------------------------- | ------- |
| Austrália (ARIA)                         | 20      |
| Áustria (Ö3 Austria Top 40)              | 4       |
| Bélgica (Ultratop Flandres)              | 7       |
| Bélgica (Ultratop Valônia)               | 5       |
| Canadá (Billboard)                       | 49      |
| República Tcheca (ČNS IFPI)              | 2       |
| Países Baixos (Dutch Charts)             | 6       |
| Finlândia (Suomen virallinen lista)      | 4       |
| França (SNEP)                            | 15      |
| Alemanha (Offizielle Deutsche Charts)    | 1       |
| Hungria (MAHASZ)                         | 3       |
| Irlanda (IRMA)                           | 52      |
| Itália (FIMI)                            | 3       |
| Japão (Oricon)                           | 64      |
| Japanese International Albums (Oricon)   | 13      |
| Noruega (VG-lista)                       | 3       |
| Polónia (ZPAV)                           | 2       |
| Portugal (AFP)                           | 20      |
| Escócia (Official Scottish Albums)       | 4       |
| South Korean International Albums (Gaon) | 12      |
| Spanish Albums (PROMUSICAE)              | 10      |
| Suécia (Sverigetopplistan)               | 5       |
| Suíça (Schweizer Hitparade)              | 1       |
| Reino Unido (Official Albums Chart)      | 6       |
| Estados Unidos (Billboard 200)           | 105     |